# Dolní Moravice
Dolní Moravice (in tedesco Nieder Mohrau) è un comune della Repubblica Ceca facente parte del distretto di Bruntál, nella regione della Moravia-Slesia.